# 软件集成
软件集成是指根据软件需求，把现有软件构件重新组合，以较低的成本、较高的效率实现目的要求的技术。
软件复用被视为解决软件危机的一条现实可行的途径。在软件复用的科学研究与实践活动中，针对不同的应用领域，结合相关的计算机新兴技术，出现了许多解决软件危机的方法与途径，软件合成、软件集成就是软件复用的成功实践扩展和技术应用之一。